# Asticta riata
Asticta riata là một loài bướm đêm trong họ Erebidae.